# چراغ‌کوسه تاسمانی
چراغ‌کوسه تاسمانی (نام علمی: Etmopterus tasmaniensis) نام یک گونه از راسته خاردارکوسه‌سانان است.